# Sabine Plakolm-Forsthuber
Sabine Plakolm-Forsthuber (geboren als Sabine Forsthuber 30. April 1959 in Salzburg) ist eine österreichische Kunsthistorikerin. 

## Leben
Sabine Forsthuber studierte ab 1977 Kunstgeschichte und Italienisch an der Universität Wien und der Università per Stranieri di Perugia. Sie wurde 1986 mit der Dissertation Moderne Raumkunst. Wiener Ausstellungsbauten von 1898–1914 promoviert. Sie arbeitete als Wissenschaftliche Assistentin am Institut für Kunstgeschichte, Denkmalpflege und Industriearchäologie der Technischen Universität Wien. Im Jahr 2000 habilitierte Plakolm-Forsthuber an der TU Wien mit dem Thema „Künstlerinnen in Österreich 1897–1938, Malerei-Plastik-Architektur“. Seither ist sie Dozentin für Kunstgeschichte an der TU Wien und führt auch Seminare an der Universität Wien durch.
In den Jahren 1991 und 1994 erhielt sie den Österreichischen Staatspreis für das schönste wissenschaftliche Buch.

## Schriften (Auswahl)
- Sabine Forsthuber: Vom Ende der Wiener Frauenakademie in der NS-Zeit. In: Hans Seiger, Michael Lunardi (Hrsg.): Im Reich der Kunst. Die Wiener Akademie der Bildenden Künste und die faschistische Kunstpolitik (= Österreichische Texte zur Gesellschaftskritik. 50). Verlag für Gesellschaftskritik, Wien 1990, ISBN 3-85115-130-5, S. 217–246.
- Sabine Forsthuber: Moderne Raumkunst. Wiener Ausstellungsbauten von 1898 bis 1914. Picus, Wien 1991, ISBN 3-85452-112-X.
- Künstlerinnen in Österreich 1897–1938. Malerei, Plastik, Architektur. Picus, Wien 1994, ISBN 3-85452-122-7.
- Florentiner Frauenklöster. Von der Renaissance bis zur Gegenreformation. Imhof, Petersberg 2009, ISBN 978-3-86568-327-4.
- Margarete Depner – Eine wiederentdeckte Malerin der Moderne. In: Lisa Fischer: Wiederentdeckt. Margarete Depner (1885–1970). Meisterin des Porträts der Siebenbürgischen Klassischen Moderne. Böhlau, Wien u. a. 2011, ISBN 978-3-205-78618-4, S. 105–131.
- Sabine Plakolm-Forsthuber: Im Blickfeld der Rektoren. Zur künstlerischen Ausgestaltung der Rektorengalerie der TU Wien. = Under the Gaze of the Rectors. On the Artistic Arrangement of the TU Wien Gallery of Rectors. In: Juliane Mikoletzky (Hrsg.): Eine Sammlung von außerordentlicher Geschlossenheit. Die Rektorengalerie der Technischen Universität Wien. = A Collection of Unusual Completeness. The Gallery of Rectors of the TU Wien (= Technik für Menschen. 13). Böhlau, Wien 2015, ISBN 978-3-205-20113-7, S. 25–44.
- „Loos remodeled“. Zum Umbau der Wohnung Leopold Goldman durch die Architektin Liane Zimbler 1936. In: Elana Shapira (Hrsg.): Design Dialogue: Jews, Culture and Viennese Modernism. = Design Dialog: Juden, Kultur und Wiener Moderne. Böhlau, Wien u. a. 2018, ISBN 978-3-205-20634-7, S. 263–280.